# Lijst van olympische medaillewinnaars cricket
Cricket is een voormalige olympische sport, die op de Olympische Spelen werd beoefend. Deze pagina geeft de lijst van olympische medaillewinnaars in deze sport, die alleen op de Spelen van 1900 in Parijs op het programma stond, en waar alleen een Brits en een Frans team, met grotendeels Britten als lid, aan deelnamen.

## Medaillewinnaars

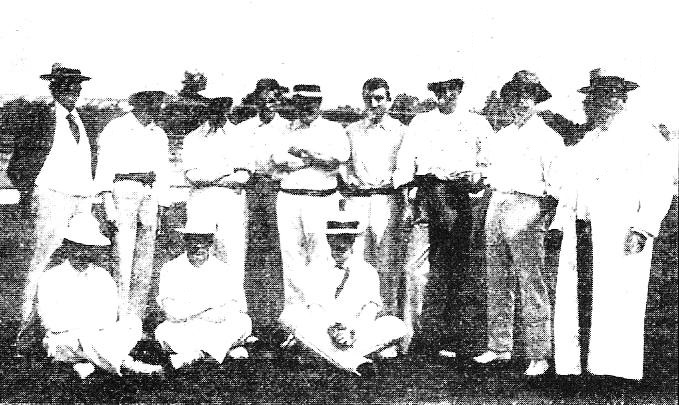
De Franse equipe van de USFSA in 1900.

| Editie | Goud | Zilver |
| ------ | --- | --- |
| 1900   | Groot-Brittannië Charles Beachcroft Arthur Birkett Alfred Bowerman George Buckley Francis Burchell Frederick Christian Harry Corner Frederick Cuming William Donne Alfred Powlesland John Symes Montagu Toller | Frankrijk Philip Tomalin W.T. Attrill F. Rogues W. Anderson J. Braid W. Browning R. Horne T.H. Jordan Arthur McEvoy D. Robinson A.J. Schneidau Henry Terry |

Parijs 1900 · Los Angeles 2028 
Olympische medaillewinnaars